# العلاقات الأرمينية المالطية
العلاقات الأرمينية المالطية هي العلاقات الثنائية التي تجمع بين أرمينيا ومالطا.

## مقارنة بين البلدين
هذه مقارنة عامة ومرجعية للدولتين:
| وجه المقارنة                                              | أرمينيا                    | مالطا                                                     |
| --------------------------------------------------------- | -------------------------- | --------------------------------------------------------- |
| المساحة (كم2)                                             | 29.74 ألف                  | 316                                                       |
| عدد السكان (نسمة)                                         | 2.93 مليون                 | 465.29 ألف                                                |
| الكثافة السكانية (ن./كم²)                                 | 98.52                      | 147.24 ألف                                                |
| العاصمة                                                   | يريفان                     | فاليتا                                                    |
| اللغة الرسمية                                             | لغة أرمنية                 | اللغة المالطية، لغة إنجليزية                              |
| العملة                                                    | درام أرميني                | يورو، ليرة مالطية                                         |
| الناتج المحلي الإجمالي (بليون دولار)                      | 11.54 مليار                | 12.54 مليار                                               |
| الناتج المحلي الإجمالي (تعادل القوة الشرائية) بليون دولار | 25.41 مليار                | 14.68 مليار                                               |
| الناتج المحلي الإجمالي الاسمي للفرد دولار أمريكي          | 3.49 ألف                   | 22.60 ألف                                                 |
| الناتج المحلي الإجمالي للفرد دولار أمريكي                 | 8.07 ألف                   |                                                           |
| مؤشر التنمية البشرية                                      | 0.743                      | 0.839                                                     |
| رمز المكالمات الدولي                                      | +374                       | +356                                                      |
| رمز الإنترنت                                              | .am، .հայ ‏                 | .mt                                                       |
| المنطقة الزمنية                                           | ت ع م+04:00، توقيت أرمينيا | توقيت وسط أوروبا، ت ع م+01:00، ت ع م+02:00، أوروبا/مالطا ‏ |

## منظمات دولية مشتركة
يشترك البلدان في عضوية مجموعة من المنظمات الدولية، منها:
| علم المنظمة | اسم المنظمة                               | تاريخ انضمام أرمينيا | تاريخ انضمام مالطا |
| ----------- | ----------------------------------------- | -------------------- | ------------------ |
|             | يونسكو                                    | 9 يونيو 1992         | 10 فبراير 1965     |
|             | وكالة ضمان الاستثمار متعدد الأطراف        | 5 ديسمبر 1995        | 12 سبتمبر 1990     |
|             | الأمم المتحدة                             | 2 مارس 1992          | 1 ديسمبر 1964      |
|             | مجلس أوروبا                               | 25 يناير 2001        | ?                  |
|             | الفريق المعني برصد الأرض                  | ?                    | ?                  |
|             | الاتحاد البريدي العالمي                   | ?                    | ?                  |
|             | البنك الدولي للإنشاء والتعمير             | 16 سبتمبر 1992       | 26 سبتمبر 1983     |
|             | الاتحاد الدولي للاتصالات                  | 30 يونيو 1992        | 1965               |
|             | منظمة حظر الأسلحة الكيميائية              | ?                    | ?                  |
|             | مؤسسة التمويل الدولية                     | 18 أبريل 1995        | 1 يونيو 2005       |
|             | المنظمة الأوروبية لسلامة الملاحة الجوية   | 2006                 | 1989               |
|             | المركز الدولي لتسوية المنازعات الاستشارية | 16 أكتوبر 1992       | 3 ديسمبر 2003      |
|             | منظمة التجارة العالمية                    | 5 فبراير 2003        | ?                  |
|             | منظمة الشرطة الجنائية الدولية             | ?                    | ?                  |
|             | منظمة الأمن والتعاون في أوروبا            | 30 يناير 1992        | 25 يونيو 1973      |

## وصلات خارجية
- موقع وزارة الخارجية الأرمينية
- موقع وزارة الخارجية المالطية